# New Zealand State Highway 80
Der New Zealand State Highway 80 (auch State Highway 80 oder in Kurzform SH 80) ist eine Fernstraße von nationalem Rang auf der Südinsel von Neuseeland.

## Strecke
Der SH 80 zweigt am Südufer des Lake Pukaki vom New Zealand State Highway 8 ab und folgt dem Westufer des Sees in nördlicher Richtung. Von Glentanner am Nordufer aus führt er weiter nach Norden entlang des Tasman River bis zur Ortschaft Aoraki/Mount Cook, die den Ausgangspunkt zur Besteigung der meisten Dreitausender in Neuseeland bildet.